# 瓦店乡 (中江县)
瓦店乡，是中华人民共和国四川省德阳市中江县曾经下辖的一个乡。2019年12月，撤销瓦店乡，将其所属行政区域划归永太镇管辖。

## 行政区划
瓦店乡撤销前下辖以下地区：
建设社区、太平村、竹园村、凤桥村、顺河村、白龙村、栖云村、建渠村、天台村和龙泉村。